# 阿波市立伊沢小学校
阿波市立伊沢小学校（あわしりつ いさわしょうがっこう）は、徳島県阿波市阿波町南柴生にある公立小学校。

## 概要

### 校歌
- 作詞: 近藤寛二
- 作曲: 川人利夫

## 通学区域が隣接している学校
- 阿波市立林小学校
- 美馬市立江原北小学校
- 阿波市立大俣小学校
- 阿波市立久勝小学校
- 吉野川市立山瀬小学校
- 吉野川市立高越小学校